# Fiona (cantante)
Fiona Eileen Flanagan, nota solo come Fiona (Phillipsburg, 13 settembre 1961), è un cantante e attrice statunitense.

## Biografia
Nata in New Jersey, ha origini irlandesi. Si trasferisce a New York all'età di 18 anni. 
Nel 1984 partecipa alla colonna sonora del film Una cotta importante.
Nel 1985 pubblica l'eponimo primo album in studio Fiona per la Atlantic Records. Il singolo di lancio è stato Talk to Me. Nello stesso anno collabora nell'album Twitch di Aldo Nova.
Debutta come attrice in un episodio della serie Miami Vice datato 1986. Nello stesso anno pubblica il suo secondo album Beyond the Pale, prodotto da Beau Hill.
Nel 1987 recita nel film musicale Hearts of Fire al fianco di Bob Dylan e Rupert Everett, partecipando anche alla colonna sonora.
Nell'ottobre 1989 pubblica il terzo album in studio Heart Like a Gun. Nel 1990 è corista nell'album Cherry Pie del gruppo musicale Warrant.
Nel 1992 pubblica l'album Squeeze per Geffen Records. Lavorano in questo disco, tra gli altri, Jimmy DeGrasso e Dave Marshall.
Nel 2011 pubblica il quinto album Unbroken, prodotto da James Christian e etichettato Life on the Moon Records. Oltre a Christian, collaborano a questo album Robin Beck, Tommy Denander, Holly Knight e Bobby Messano.

## Discografia
- 1985 - Fiona
- 1986 - Beyond the Pale
- 1989 - Heart Like a Gun
- 1992 - Squeeze
- 2009 - Greatest Hits (raccolta)
- 2011 - Unbroken

## Filmografia
- Miami Vice - serie TV, un episodio (1986)
- Hearts of Fire, regia di Richard Marquand (1987)
- The Doors, regia di Oliver Stone (1991)
- Besos prohibidos - serie TV (1999)